# Hakaria simonyi
Hakaria simonyi — вид сцинкоподібних ящірок родини сцинкових (Scincidae). Ендемік Ємену. Вид названий на честь австрійського натураліста Оскара Сімоні. Це єдиний представник монотипового роду Hakaria.

## Поширення і екологія
Hakaria simonyi є ендеміками острова Сокотра в Індійському океані. Вони живуть серед скель, порослих чагарниками. Зустрічаються на висоті від 10 до 1463 м над рівінем моря.